# Escal-Vigor
Escal-Vigor est un roman belge écrit en français par Georges Eekhoud. Paru en 1899, il est un des premiers romans modernes qui traite de l'homosexualité, plus précisément de l'amour entre hommes. À l'époque, il fit scandale et valut un procès à son auteur.

## Résumé

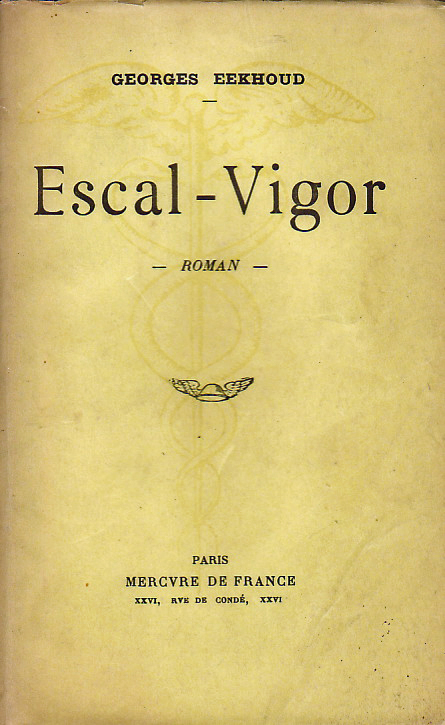
Frontispice de la de 1930 par le Mercure de France

Le riche comte Henry de Kehlmark rencontre un jeune pâtre rejeté par sa famille, Guidon Govaertz.
Une adolescente de 15 ans, Blandine, violée par un vanneur, tombe enceinte et met au monde un enfant mort-né. Plus tard, travaillant au château, elle devient l'amante d'Henry de Kehlmark. Elle devient ensuite l'amie de ce dernier lorsqu'il rencontre Guidon.
Trois ans plus tard, le village qui ne digère pas la relation entre les deux hommes se déchaîne lors de la kermesse de la saint Olfgar. Les villageoises capturent Guidon et le violent, puis les hommes le torturent et le battent à mort. Henry de Kehlmark, qui survient à ce moment-là, meurt avec lui : « Et ses lèvres ayant repris les lèvres de l'enfant éperdument offertes aux siennes, Guidon et Henry confondirent leurs haleines dans un suprême baiser. Blandine leur ferma les yeux, à tous deux […]. ».

## Commentaires
Le titre renvoie au nom du château, il fait allusion à l'Escault (scaldis en latin, Schelde, en néerlandais) et à la puissance masculine (vigueur). C'est aussi une anagramme presque parfaite d'Oscar Wilde.
Le roman, publié au Mercure de France en 1899, est poursuivi. Plusieurs écrivains de renom prirent position en faveur de l'auteur. Un procès à huis clos a lieu, qui se termina par l'acquittement de Georges Eekhoud.
L'historienne Caroline Granier précise : « Georges Eekhoud oppose, au sein d’une fiction, une véritable « utopie » à l’idéologie dominante sur la sexualité, se montrant ici en quelque sorte « en avance » sur son temps, et bien loin des théoriciens anarchistes de son époque. En nous présentant des héros marginaux, affirmant leur différence et fiers de leur capacité de rupture, Eekhoud déplace le regard des lecteurs : une vision utopique est à l’œuvre dans le roman, vision qui contribue à lutter contre les règles d’une société fondée exclusivement sur le profit, et imposant une sexualité normative et aliénante. Car il s’agit bien d’une contestation globale qui, par le biais d’une revendication homosexuelle, remet en cause les rapports politiques et sociaux dans leur ensemble ».

## Adaptations
- Jacob Israël de Haan, écrivain néerlandais en rédigea une version rimée, publiée la première fois en 1911, qu'il conclut avec des remerciements chaleureux à son ami Eekhoud, pour l'accueil à Bruxelles quand il fuyait l'intolérance de ses compatriotes à la suite de la publication de son roman Pijpelijntjes également à thématique gay[5].
- D'après le roman, l'auteur belge flamand, Hugo Claus écrivit en 1995 un scénario qui porte le même titre. Le film n'a jamais été tourné, mais le scénario, inédit en néerlandais, fut publié en traduction française en 2002.

### Traductions
- 1903: Traduction allemande : Escal-Vigor, Leipzig, M. Spohr, 1903. Trad. Richard Meienreis.
- 1909 : traduction en anglais : Escal-Vigor A novel from the French of George Eekhoud, Bruxelles, Gutenberg Press, 1909. Trad. Gauntlet, [pseudonyme, peut-être Sander Pierron][6]. Cette traduction est reprise et publié aux États-Unis en 1930 sous le titre A Strange Love, New-York, Panurge Press, 1930 et en 1965 sous le même titre par Guild Press, Washington D.C.
- En 1910-1912 le roman est traduit en russe dans Polnoe sobranie socinenij, [œuvres complètes] Moscou, Sovremennye problemy, 4 volumes Trad. de Marie Veselovkoj.
- EN 2017, le roman est traduit en néerlandais, Uitgeverij Ijzer, Utrecht, trad. Katelijne De Vuyts.